# Майкл Паре
Майкл Паре (англ. Michael Pare; 9 жовтня 1958) — американський актор.

## Біографія
Майкл Паре народився 9 жовтня 1958 року в Брукліні, Нью-Йорк. Його мати ірландка, батько канадець французького походження. Майкл має трьох старших братів і шість сестер. Його батько помер від лейкемії коли Майклу було приблизно 5 років. У підлітковому віці Майкл переїхав в Мічиган. Навчаючись у середній школі, він займався боротьбою і змагався в шкільній команді. У 15 років він отримав свою першу роботу і незабаром виявив цікавість до кулінарії. Паре пішов працювати в ресторан і шеф-кухар того закладу запропонував йому подумати над тим щоб вступити на навчання до Кулінарного Інститут Америки в Гайд-парку, Нью-Йорк. Паре навчався там протягом року і в 1978 році він переїхав в центр Нью-Йорка, працював там як помічник кухаря в бенкетному залі відомого ресторану «Зелена Таверна».

## Кар'єра
У віці 22 років Майкл вперше з'являється на комерційному телебаченні. У той же самий час він пробує себе як фотомодель у рекламі автомобілів. Трохи більше року тому в Нью-Йорк приїжджає Джойс Селзник, агент телекомпанії АВС для пошуку молодих талантів. Відвідуючи різні агентства, Селзник і його партнер Ян МакКормік переглядали численні фотографії відхилених претендентів. Коли вони натрапили на фотографії Майкла, вони були вражені особливостями його обличчя і вирішили влаштувати йому проби для ролі в серіалі «Найбільший американський герой». Пізніше Джойс Селзник стає агентом Майкла. Через кілька тижнів Майкл приїжджає в Лос-Анджелес і отримує постійну роль в серіалі. Ця роль привела його до іншої головної ролі в телевізійному фільмі «Божевільні часи». Потім режисер, що вибирав акторів для фільму «Едді і «Мандрівники»» вирішив що Паре підходить для ролі Едді і в решті Майкл стає культовою супер зіркою.
Наступний фільм Майкла «Вулиці у вогні» — історія про місцевого героя, який прагне допомогти викраденій зірці рок-н-ролу. Цей фільм мав усі передумови щоб стати хітом, але на жаль він вийшов на екрани в рік таких блокбастерів як «Мисливці на привидів», «Гремліни» і «Індіана Джонс і Храм Долі». Однак кабельне телебачення і домашнє відео дали цьому фільму довге життя. У науково-пригодницькому фільмі «Філадельфійський експеримент» Майкл зіграв солдата який виявляється переміщеним в майбутнє в результаті секретного анти-радарного експерименту. Заснований на міфічній історії, коли військово-морський лінійний корабель зник у Вірджинії.
У 1989 році після низки невдач, Майкл знову повертається до ролі, яка зробила його відомим. Фільм «Едді і «Мандрівники» 2» воскрешає рок зірку з мертвих, на що натякали наприкінці першого фільму. На жаль, у фільм був введений новий склад виконавців і сценарій, який не зовсім відповідав оригіналу. Кар'єра Майкла не отримала другого підйому. Але публіка знову чекала яскравої появи Майкла Паре на екранах. І він це зробив у 1998 році в фільмі «Проблиски надії». Це був його перший багатобюджетний фільм за всі роки. Майкл грає Білла, хлопця, який розбив серце героїні Сандри Буллок, переспавши із її найкращою подругою і дозволивши їй про це дізнатися, розповівши по національному телебаченню. Це не головна роль, але коли фільм вийшов на екрани, він став дев'ятнадцятим в рейтингу найбільш касових фільмів 1998 року. Майкл знову стає в центрі уваги. Наступний фільм Майкла Паре — трилер під назвою «Небезпека», де він знімається в зоряній компанії з Морган Ферчілд.

## Особисте життя
У перший раз Майкл Паре одружився в 1980 році з Лізою Кацелас (англ. Lisa Katselas Pare). З першою дружиною Лізою, він розлучився через два роки в 1982 році. Другий раз Майкл одружується в 1986 році на Марісі Робак (англ. Marisa Roebuck) і розлучається з нею в 1988 році. Двічі розведений, Майкл знову одружився в 1992 році на колишній голландській фотомоделі Марджолін (англ. Marjolein), пара має сина, якого теж звуть Майкл.

## Фільмографія
| Рік       |    | Українська назва                          | Оригінальна назва                       | Роль                   |
| --------- | -- | ----------------------------------------- | --------------------------------------- | ---------------------- |
| 1981      | тф | Божевільні часи                           | Crazy Times                             | Гаррі                  |
| 1981—1983 | с  | Найбільший американський герой            | The Greatest American Hero              | Тоні Віллікана         |
| 1983      | ф  | Едді і «Мандрівники»                      | Eddie and the Cruisers                  | Едді Вілсон            |
| 1984      | ф  | Під прикриттям                            | Undercover                              | Макс                   |
| 1984      | ф  | Вулиці у вогні                            | Streets of Fire                         | Том Коді               |
| 1984      | ф  | Філадельфійський експеримент              | The Philadelphia Experiment             | Девід Хердег           |
| 1985      | ф  | Космічна лють: Втеча з космічної в'язниці | Space Rage                              | Гранж                  |
| 1986      | ф  | Швидкий суд                               | Instant Justice                         | Скотт Янгблад          |
| 1987      | ф  | Жіночий клуб                              | The Women's Club                        | Патрік                 |
| 1987      | ф  | Знавіснілий світ                          | World Gone Wild                         | Джордж Лендон          |
| 1987—1988 | с  | Х'юстонскі лицарі                         | Houston Knights                         | Сержант Джої Ла Фіамма |
| 1989      | ф  | Едді і «Мандрівники» 2                    | Eddie and the Cruisers II: Eddie Lives! | Едді Вілсон / Джо Вест |
| 1990      | ф  | Темне сонце                               | Il sole buio                            | Руджеро Брікман        |
| 1990      | ф  | Місяць-44                                 | Moon 44                                 | Фелікс Стоун           |
| 1990      | ф  | Глава клану                               | The Closer                              | Ларрі Фрід             |
| 1990      | ф  | Битва драконів                            | Dragonfight                             | Мурпарк                |
| 1991      | ф  | Вулиці смерті                             | Killing Streets                         | Кріс / Крейг Брандт    |
| 1991      | ф  | Війна в хмарочосі                         | The Last Hour                           | Джефф                  |
| 1991      | тф | Імперія-Сіті                              | Empire City                             | Джо Андре              |
| 1992      | ф  | Операція «До центра Сонця»                | Into the Sun                            | капітан Пол Воткінс    |
| 1992      | ф  | Опівнічна спека                           | Sunset Heat                             | Ерік Райт              |
| 1992      | ф  | Мить ока                                  | Blink of an Eye                         | Сем Браунінг           |
| 1993      | ф  | Місце нанесення удару                     | Point of Impact                         | Джек Девіс             |
| 1993      | ф  | Смертельно небезпечні                     | Deadly Heroes                           | Бред Картовскі         |
| 1994      | ф  | Воїни                                     | Warriors                                | Колін Ніл              |
| 1995      | ф  | Небезпечний                               | The Dangerous                           | Рендом                 |
| 1995      | ф  | Місячний поліцейський                     | Lunarcop                                | Джо Броді              |
| 1995      | ф  | Прокляте селище                           | Village of the Damned                   | Френк МакГовен         |
| 1995      | ф  | Розгнівані ангели                         | Raging Angels                           | Колін                  |
| 1995      | тф | Потрійна підстава                         | Triplecross                             | Тедді                  |
| 1996      | тф | Колонія                                   | The Colony                              | Алек Харкен            |
| 1996      | тф | Печерні врата                             | Carver's Gate                           | Карвер                 |
| 1996      | ф  | Біг койота                                | Coyote Run                              | Першинг Куінн          |
| 1996      | ф  | Зловісний місяць                          | Bad Moon                                | дядя Тед               |
| 1997      | ф  | Гідросфера                                | 2103: The Deadly Wake                   | Таркіс                 |
| 1997      | ф  | Ордер на стриптиз                         | Strip Search                            | Роббі Даррелл          |
| 1997      | ф  | Падаючий вогонь                           | Falling Fire                            | Деріл Боден            |
| 1997      | ф  | Торговець смертю                          | Merchant of Death                       | Джим Рендалл           |
| 1998      | ф  | Проблиски надії                           | Hope Floats                             | Білл Прюітт            |
| 1998      | ф  | Борг                                      | Back to Even                            | Бойл                   |
| 1998      | ф  | 22 жовтня                                 | October 22                              | Гері                   |
| 1999      | ф  | Незайманки-самогубці                      | The Virgin Suicides                     | дорослий Тріп Фонтейн  |
| 1999      | ф  | Люди справи                               | Men of Means                            | Ріко «Куля» Берк       |
| 1999      | в  | Лють космосу                              | Space Fury                              | Конрад                 |
| 2000      | ф  | Ханжа                                     | Sanctimony                              | Джим Ренарт            |
| 2001      | ф  | Небезпека                                 | Peril                                   | Вінсент                |
| 2001      | ф  | Місяць неділь                             | A Month of Sundays                      | Томас Маккейб          |
| 2001      | ф  | Сутінок розуму                            | Blackwoods                              | шериф Хардінг          |
| 2002      | ф  | Серце Америки                             | Heart of America                        | Вілл Прат              |
| 2003      | ф  | Доля                                      | Fate                                    | детектив Коді Мартін   |
| 2003      | ф  | Червоний змій                             | Красный змей                            | Стів Ніколс            |
| 2000—2003 | с  | Зоряний мисливець                         | Starhunter                              | Данте Монтана          |
| 2004      | с  | Детектив Раш                              | Cold Case                               | Ренді Прайс            |
| 2004      | в  | Гаргульї                                  | Gargoyle                                | Тай «Гріф» Гріффін     |
| 2005      | ф  | Аварійна посадка                          | Crash Landing                           | капітан Вільямс        |
| 2005      | ф  | Бладрейн                                  | BloodRayne                              | Янку                   |
| 2005      | тф | Комодо проти кобри                        | Komodo vs. Cobra                        | Майк А. Стоддард       |
| 2006      | тф | Ящір                                      | Saurian                                 | Джейс Рендалл          |
| 2006      | с  | Саус Біч                                  | South Beach                             | Чарлі Еванс            |
| 2006      | ф  | Сід: Помста повсталого                    | Seed                                    | детектив Метт Бішоп    |
| 2007      | ф  | Кінкі Кіллерс                             | Polycarp                                | детектив Баррі Гарпер  |
| 2007      | ф  | Постал                                    | Postal                                  | Пенхандлер             |
| 2007      | ф  | Повсталі з попелу                         | Furnace                                 | детектив Майкл Тернер  |
| 2007      | в  | Бладрейн 2: Звільнення                    | BloodRayne II: Deliverance              | Пет Гарретт            |
| 2008      | в  | Один у темряві 2                          | Alone in the Dark II                    | Вілсон                 |
| 2008      | ф  | Темний світ                               | Dark World                              | Гаррі                  |
| 2008      | ф  | Ніндзя з групи підтримки                  | Ninja Cheerleaders                      | Віктор Лаззаро         |
| 2008      | ф  | Тунельні щури                             | Tunnel Rats                             | сержант Вік Голловборн |
| 2008      | ф  | 100 футів                                 | 100 Feet                                | Майк Вотсон / Привид   |
| 2008      | ф  | Фар Край                                  | Far Cry                                 | Пол Саммер             |
| 2009      | ф  | Прекрасний сон                            | The Perfect Sleep                       | офіцер Павлович        |
| 2009      | ф  | Прямий контакт                            | Direct Contact                          | Клайв Коннеллі         |
| 2009      | ф  | Лють                                      | Rampage                                 | шериф Мелвой           |
| 2010      | ф  | Казки про стародавню імперію              | Tales of an Ancient Empire              | Ода                    |
| 2010      | в  | Чудовий пес                               | Cool Dog                                | Дін                    |
| 2010      | ф  | Амфібія                                   | Amphibious 3D                           | Джек Боуман            |
| 2011      | ф  | Адвокат на лінкольні                      | The Lincoln Lawyer                      | детектив Карлен        |
| 2011      | ф  | Бладрейн 3: Третій рейх                   | BloodRayne: The Third Reich             | комендант Екарт Бренд  |
| 2011      | ф  | Блюбарелла: Супервумен                    | Blubberella                             | Комендант              |
| 2011      | с  | Мемфіс Біт                                | Memphis Beat                            | Дейв Харгроу           |
| 2011      | с  | Доктор Хаус                               | House, M.D.                             | Делейр                 |
| 2012      | с  | Противага                                 | Leverage                                | агент Денніс Пауелл    |
| 2012      | тф | Філадельфійський експеримент              | The Philadelphia Experiment             | Хоган                  |
| 2012      | ф  | Гра на виживання                          | Gone                                    | лейтенант Рей Боузмен  |
| 2012      | ф  | Дорога в пекло                            | Road to Hell                            | Коді                   |
| 2012      | ф  | Максимальний термін                       | Maximum Conviction                      | Кріс Блейк             |
| 2013      | ф  | Еліта                                     | Jet Set                                 | Райан                  |
| 2013      | ф  | Як солодко                                | How Sweet It Is                         | Майк                   |
| 2013      | ф  | Реальні гангстери                         | Real Gangsters                          | Френк Д'Чекко          |
| 2013      | ф  | Напад на Волл-стріт                       | Assault on Wall Street                  | Френк                  |
| 2013      | ф  | В облозі                                  | Suddenly                                | Конклін                |
| 2014      | ф  | Ідеальний відпочинок                      | A Perfect Vacation                      | Ксандер                |
| 2014      | ф  | Знімок                                    | Snapshot                                | Президент              |
| 2014      | ф  | Крила дракона                             | Wings of the Dragon                     | Джексон Лі             |
| 2014      | в  | Останній ізгой                            | The Last Outlaw                         | шериф Атертон          |
| 2016      | ф  | Абатуар: Лабіринт страху                  | Abattoir                                | Річард Реншоу          |
| 2016      | ф  | Афера під прикриттям                      | The Infiltrator                         | Баррі Сіл              |
| 2022      | ф  | Армагеддон-2025                           | 2025 Armageddon                         | Томас                  |